# K.Chattanahalli, Tarikere
K.Chattanahalli là một làng thuộc tehsil Tarikere, huyện Chikmagalur, bang Karnataka, Ấn Độ.